# Либерализам у Србији
У Србији се либерализам појављује рано. Већ међу првим школованим Србима половином XIX века постоје заступници либералних идеја, као што су Коста Цукић и Димитрије Матић. Убрзо им се продружује већи број млађих колега: Владимир Јовановић, Милан Пироћанац, Јеврем Грујић, Милован Јанковић, Љубомир Каљевић, Чедомиљ Мијатовић итд, готово цела млађа српска интелектуална елита.

## Анализа
Будући да границе либералног погледа на свет нису једнозначно одређене, као и да појединци заступају гледишта која је понекад тешко прецизно класификовати, то се и у Србији поставља још увек нерешено питање ко је заступао либералну доктрину и шта од интелектуалног наслеђа припада либералном правцу. Међу првим српским либералима су постојале две струје: тзв. либерална и тзв. младоконзервативна. Основне разлике међу њима биле су следеће: док су младоконзервативци били модернији у либерализму и јаче инсистирали на индивидуалним слободама и правима, дотле си либерали били веће демократе.

## Историја

### Период кнежевине
Први либерали одмах су дошли у сукоб са кнезом Михаилом, који је веровао да Србији, онако сељачкој, више одговара чврста и брижљива централна власт, него поредак заснован на слободама и демократији.
Цела либерална групација била је јединствена по питању националног ослобођења, као основног циља политичке активности тадашње Србије. Либерална странка је временом постала конзервативна странка, посебно од тренутка када је на њено чело дошао умерени либерал и велики реалполитичар Јован Ристић и потиснуо радикалније крило, тзв. светоандрејске либерале. Младоконзервативци, који су основали Напредну странку, нису веровали у потпуну деморатију у једној сељачкој земљи каква је била Србија. Заступали су идеју дводомне скупштине, где би горњи дом, састављен од интелектуалаца, представљао равнотежу доњем дому, изабраном деморатски, али и зато подложном демагогији и манипулацији. Због овог залагања, напредњаци се сматрају и конзервативцима.

### Период краљевине
Током 1880-тих година на власти је Напредна странка која је у основи либералне оријентације, па се Србија од патријархалне деспотије кнеза Милоша и бирократског централизма кнеза Михаила постепено либерализује и политички модернизује, упркос тежњи краљева Милана и Александра Обреновића да задрже главну реч у основним политичким стварима.
Почетком 1880-тих година појављује се Народна радикална странка, која по политичким идејама није либерална, али је демократска. Она потискује старе странке и преузима политичко вођство у бирачком телу, али и постепено мења идеологију: напушта патријархално народњаштво (идила сеоске самоуправа, партијска држава) и преузима савременије либерално-демократске погледе, мада не у потпуности. Посебан корак у том правцу представљало је одвајање Самосталне радикалне странке почетком XX века, са модернијим вођама (Љубомир Стојановић, Јаша Продановић), који су заступали либерално-демократска гледишта, често зачињена социјалдемократским елементима (Јован Скерлић).
У Војводини XIX века водећи либерали су Светозар Милетић и Михаило Полит-Десанчић, вођи Српске народне слободоумне странке (1869-1887) одн. Српске народне либералне странке (1887-оснивања Краљевине СХС) и борци против клерикализма и за српска национална права.

### Међуратни период
У периоду између I и II светског рата око Демократске странке окупљао се либерални свет у Србији, али либерала има и у другим странкама и ван њих. Међу економистима водећи либерали су Велимир Бајкић и Милан Стојадиновић, вишеструки министар финансија и председник југословенске владе 1935-1939. године. Либералну оријентацију имао је и Слободан Јовановић, уз нешто конзервативних елемената.

### Савремени период
За време полувековне комунистичке владавине либерализам је био прогањан као највећи непријатељ, али су се постепено појавиле нове снаге. Након слома комунизма и враћања вишепартијског система, основано је више нових странака, где се либералном могла сматрати Демократска странка, али је она касније заузела социјал-демократску позицију. Од парламентарних политичких странака у Србији данас, либералном се сматра Либерално-демократска партија.